# Danylo Skrypez
Danylo Oleksandrowytsch „Danyjil“ Skrypez (ukrainisch Данило Олександрович „Даниїл“ Скрипець; * 11. September 1994 in Dnipropetrowsk) ist ein ehemaliger ukrainischer Eishockeyspieler, der zuletzt bis 2019 bei Dinamo Charkiw in der Ukrainischen Eishockeyliga spielte.

## Karriere

### Club
Danjil Skrypez begann seine Karriere als Eishockeyspieler bei Kristall Berdsk in der russischen Juniorenliga Molodjoschnaja Chokkeinaja Liga B beziehungsweise ab 2012 in der Molodjoschnaja Chokkeinaja Liga. In der Spielzeit 2013/14 spielte er für Molodja Gwardija Donezk ebenfalls in der MHL. 2014 wechselte er zum HK Beibarys Atyrau in die kasachische Eishockeyliga, kehrte aber bereits nach wenigen Spielen in die MHL zurück, wo er die Saison bei Chimik Woskressensk beendete. Anschließend spielte er je ein Jahr beim HK Donbass Donezk und dem HK Generals Kiew in der Ukrainischen Eishockeyliga sowie bei Dunaújvárosi Acélbikák in der multinationalen Ersten Liga, bevor er 2018 zum HK Donbass zurückkehrte, der ihn bereits im November bis zum Saisonende an Dinamo Charkiw verlieh. Anschließend beendete er im Alter von knapp 25 Jahren seine aktive Karriere.

### International
Im Nachwuchsbereich spielte Skrypez für die Ukraine zunächst bei der U18-Weltmeisterschaft 2011 in der Division II und nach dem dort erzielten Aufstieg 2012 in der Division I. Mit der U20-Auswahl spielte er 2013 und 2014 jeweils in der Division I.
Für die Herren-Nationalmannschaft nahm Skrypez an den Weltmeisterschaften der Division I 2014,  2015 und 2019 teil. 

## Erfolge und Auszeichnungen
- 2011: Aufstieg in die Division I bei der U18-Weltmeisterschaft der Division II, Gruppe B